# Église de Taagepara

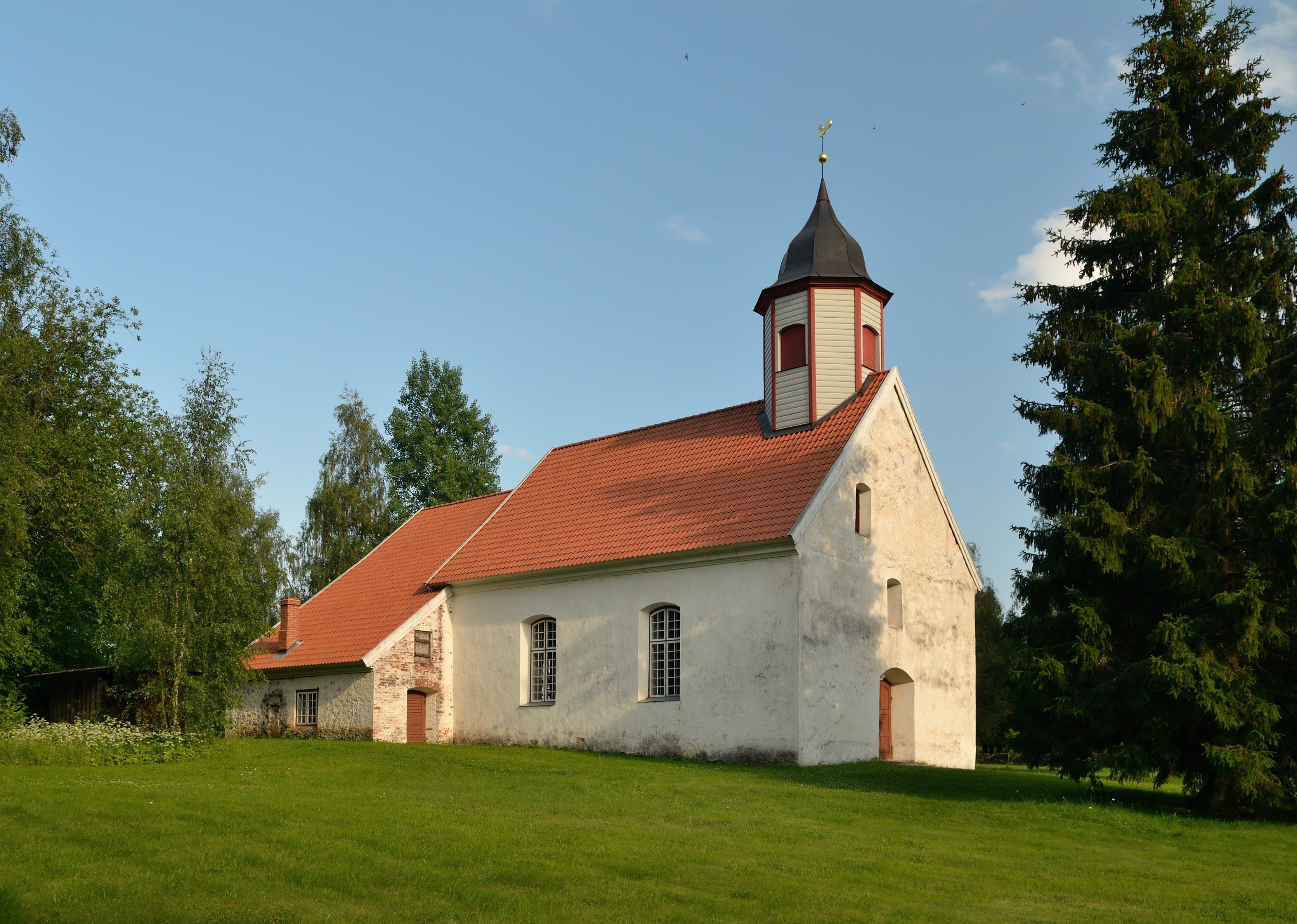
Taagepera Église

L’église de Taagepera (église Saint-Jean de Taagepera), en estonien : Taagepera Kirik) est une église dans le village de Taagepera, dans la commune de Helme, et le comté de Valga, dans le sud de l'Estonie.

## Description
Le bâtiment a été construit en 1674 à côté du cimetière. Il est en pierre avec une tour en bois et situé sur une petite colline au-dessus du village. Son orgue a été construit par Carl Ernst Kessler, créateur du premier orgue à Sitka, en Alaska.